# Sushi
Sushi (鮨, 鮓, 寿司 o 壽司?) es un plato típico de origen japonés basado en arroz aderezado con vinagre de arroz, azúcar y sal y combinado con otros ingredientes como pescados crudos, mariscos, verduras, etc.

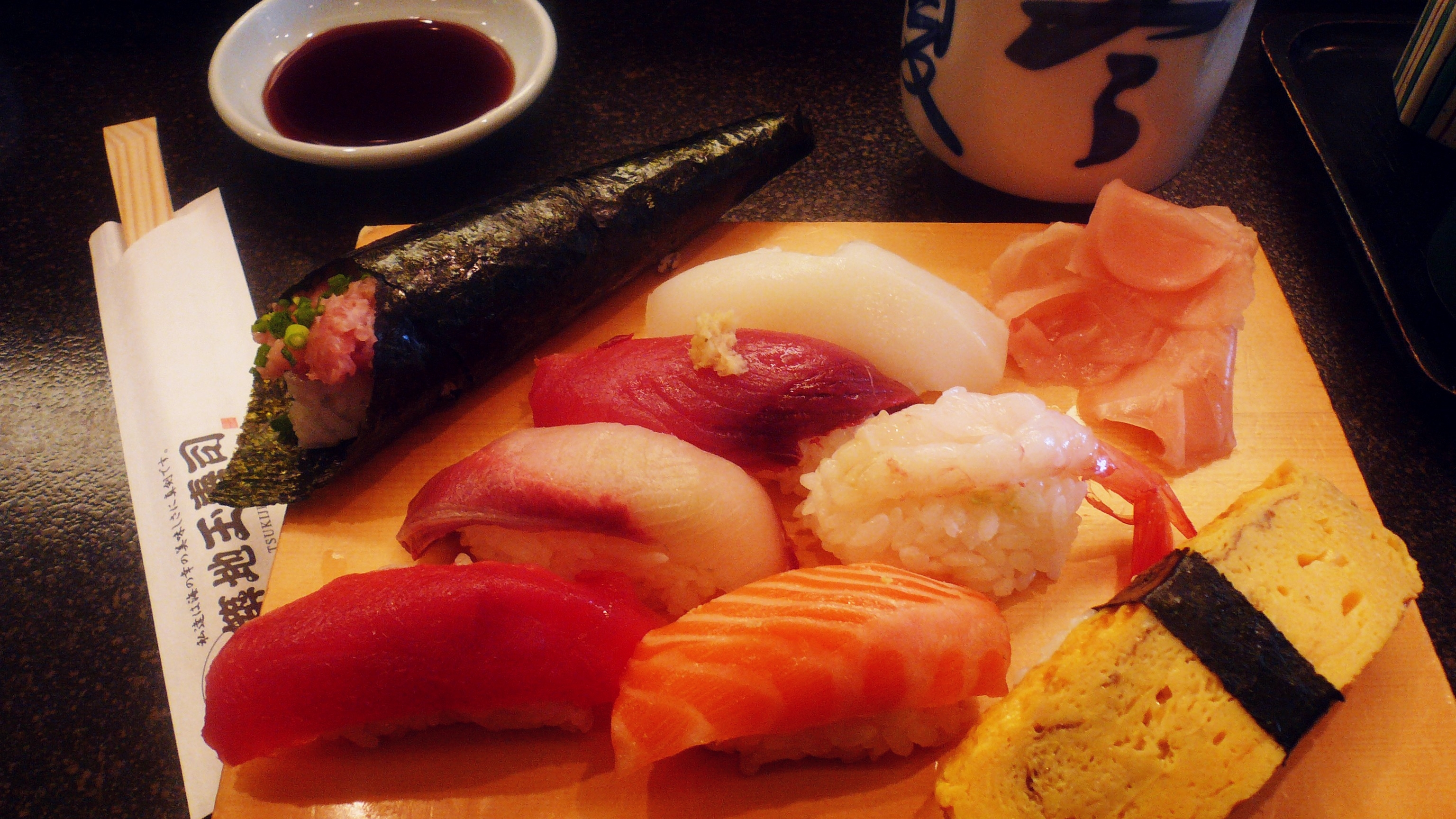
El sushi puede contener pescado de diferentes clases.

 Este plato es uno de los más reconocidos de la gastronomía japonesa y uno de los más populares internacionalmente.
Aunque normalmente se asocia el sushi con el pescado y el marisco, también puede llevar verduras o huevo, o incluso cualquier otro acompañante. Además, los productos frescos tradicionales que acompañan al arroz no tienen que ir siempre crudos. Se incluyen también preparaciones asadas, hervidas, fritas o marinadas. Es decir, que el nombre sushi se refiere a la preparación del arroz y que el acompañamiento, si bien es relevante en el sabor, no hace al plato en sí. Aunque existe una variedad de acompañamientos de sushi internacionalmente reconocidos y acostumbrados, lo ideal es que cada región adopte acompañamientos típicos del lugar con pescados o frutos de la región que estén identificados con el gusto y la gastronomía local. Sin embargo, debe abstenerse del uso de pescado de agua salada sin congelar previamente, dado que, puede contener anisakis, a excepción del salmón de acuicultura.
El sushi se prepara generalmente en raciones pequeñas, aproximadamente del tamaño de un bocado, y puede adoptar diversas formas. Si se sirven el pescado y el arroz enrollados en una hoja de alga nori se le llama maki (‘rollo’). Si se trata de una especie de albóndiga de arroz cubierta por el pescado hablamos de nigiri. Cuando el arroz se presenta embutido en una pequeña bolsa de tofu frito se denomina inari. También puede servirse un cuenco de arroz para sushi con trozos de pescado y otros ingredientes por encima; entonces se llama chirashizushi.
Fuera de Japón el nombre sushi designa solo a las variedades más habituales, como el makizushi o el nigirizushi; curiosamente se suele hacer extensivo al sashimi, un plato a base de pescado crudo laminado.

## Etimología
La palabra sushi proviene del japonés antiguo "sushi", que se usaba para describir a algo con sabor ácido (actualmente se dice "suppai"). El kanji japonés de sushi proviene del chino debido a que se originó de un método de conservación de pescado originado en China que dejaba el pescado con sabor ácido (de ahí que usaran "sushi" para describirlo). El kanji 鮨 está relacionado con el «adobo de pescado salado». La primera mención de 鮨 apareció en el antiguo diccionario Erya (爾雅), escrito entre los siglos IV y III a. C. En ella se explicaba que «魚謂之鮨 肉謂之醢», traducido como «aquellos hechos con pescado (son llamados) 鮨, aquellos hechos con carne (son llamados) 醢». El 醢 es una salsa hecha de cerdo picado y el 鮨 es una salsa hecha de pescado picado. Se cree que el carácter 鮨 debe de tener un origen más temprano y el 鮨 no está asociado con el arroz.
Cinco siglos después, en el siglo II, otro carácter es usado para referirse al sushi 鮓, aparecido en otro diccionario chino que decía: «鮓滓也 以塩米醸之加葅 熟而食之也», traducido como «鮓滓 es una comida donde el pescado es sazonado con arroz y sal y que se come cuando está listo». Esta comida se cree que es similar al narezushi o al funazushi, en el que el pescado se fermenta durante largo tiempo junto con el arroz y se come tras separarlo del arroz.
En el siglo III, el significado de los dos caracteres se confundió y durante un tiempo cuando los dos caracteres fueron implantados en Japón, los mismos chinos no los sabían distinguir. Los chinos dejaron de usar ese método de conservación y dejaron de comer pescado adobado. 

## Historia

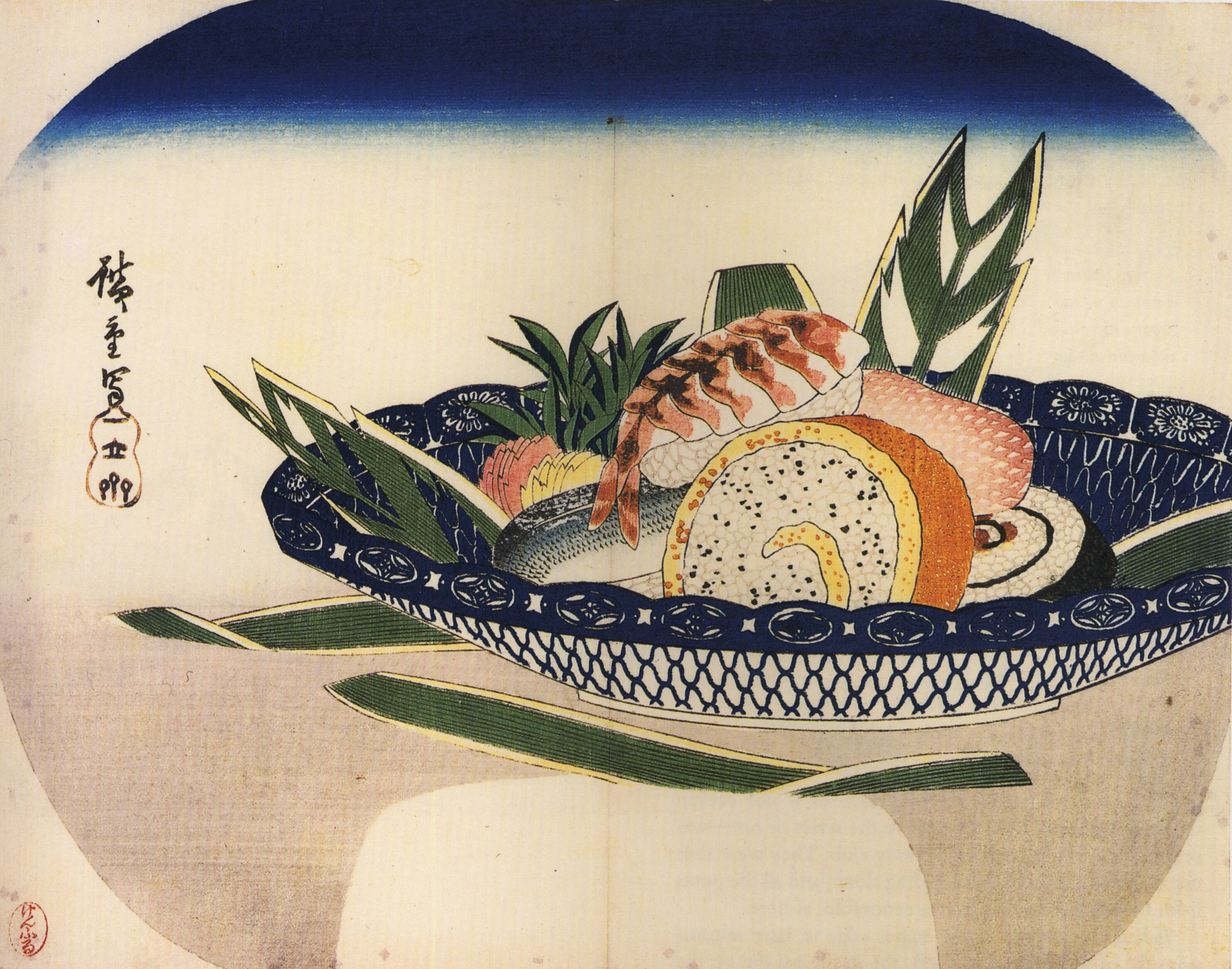
Pintura de Utagawa Hiroshige del período Edo mostrando un plato con sushi.

La referencia más temprana del sushi en Japón apareció en el 718 en el Código Yōrō (養老律令 Yōrōritsuryō?), un documento legal de la era Nara. Se usaba para el pago de impuestos y estaba escrita como «雑鮨五斗» (cerca de 64 litros de zatsunosushi o zōshi, no se tiene conocimiento de cuál era la pronunciación exacta del término para sushi); durante los siglos IX y X, 鮨 y 鮓 eran leídos como sushi o sashi. Este sushi o sashi era similar al actual narezushi.
Durante los siguientes 800 años, hasta el siglo XIX, el sushi cambió lentamente y así también la gastronomía japonesa. Los japoneses empezaron a comer tres comidas al día, el arroz pasó a ser hervido en vez de cocido al vapor, y lo más importante, se inventó el vinagre de arroz . Mientras el sushi continuaba haciéndose fermentado junto con el arroz, el tiempo de fermentación se redujo gradualmente y el arroz se comenzó a comer con el pescado. En el período Muromachi (1336 - 1573), se desarrolló el proceso para crear oshizushi o hakozushi. Consistía en sustituir la fermentación por el uso del vinagre. En el período Azuchi-Momoyama (1573-1603), se inventó el namanari. El Vocabvlário da Lingoa de Iapam incluye una entrada para namanrina sushi, literalmente ‘sushi a medio hacer’. El namamari se fermentaba durante un período más corto que el narezushi y posiblemente se marinaba con vinagre de arroz, lo que le confería un olor diferente al narezushi. El fuerte olor del narezushi fue probablemente una de las razones del acortamiento y eventual desaparición del proceso de fermentación. Escritos de la época describían el olor del producto como «un cruce entre queso azul, pescado y vinagre de arroz».
A inicios del siglo XVIII, el oshizushi se perfeccionó en Osaka y llegó a Edo (actual Tokio) a mediados de ese siglo. Estos sushi requerían un pequeño tiempo de fermentación, así que las tiendas avisaban a los clientes que esperaban cuando el sushi estaba listo. El sushi se vendía también cerca de los parques durante el hanami y en los teatros como un tipo de bentō. Durante el periodo de Edo, los tipos más populares de sushi eran el inarizushi, el oshizushi, el makizushi y el chirashizushi.
Existían tres famosos restaurantes de sushi en Edo, conocidos colectivamente como Edo-san-sushi (江戸三鮨?): el Matsugasushi (松が鮓?), el Yoheisushi (与兵衛寿司?) y el Kenushisushi (毛抜き鮓?); aunque había muchos más restaurantes. Todos se establecieron en un periodo de apenas veinte años, hasta comienzos del siglo XIX.
Hanaya Yohei (華屋与兵衛?   1799 - 1858), en los años finales del período Edo, inventó la variedad [(Kantō]) del nigirizushi). Se trataba de un tipo de sushi sin fermentar y que se podía comer con las manos (o usando palillos de bambú). Esta nueva variedad supuso el comienzo del sushi como comida rápida dentro del Japón. Estos primeros nigirizushi no eran iguales que las variedades actuales. El pescado se marinaba en salsa de soja o vinagre o se salaba mucho, así que no era necesario mojar el sushi en salsa de soja. A veces el pescado se cocinaba antes de formar el sushi; estos métodos se utilizaban debido a que en aquella época no existían posibilidades de refrigeración. Cada pieza de sushi era más larga, casi el doble de tamaño de las actuales. El nigirizushi tuvo su momento de éxito y se extendió por todo Edo; en el libro Morisadamankō (守貞謾稿) publicado en 1852, el autor describe que por cada chō (diez mil metros cuadrados) de Edo había doce restaurantes de sushi; mientras que por cada restaurante de soba había 12 chō.
La llegada de la refrigeración moderna a inicios del siglo XX permitió al sushi hecho de pescado fresco durar más tiempo. A finales del siglo XX el sushi comenzó a ganar importancia y popularidad a nivel mundial.

## Cómo comer sushi
Los elementos básicos al momento de consumir sushi son: un plato, hashi (o palillos de madera), hashioki (o posa-palillos), wasabi y gari (o jengibre encurtido).
- Las partes del pescado más apropiadas (por ejemplo de un salmón) son el vientre (la ventresca llamada en japonés otoro, el cual es muy rico en aceites omega, luego le sigue el lomo del pescado. En cambio conviene descartar acorde al gusto la cola y otras partes muy musculosas o duras.
- Pese a lo que vulgarmente se cree fuera de Japón, el sushi se prepara con pescado y arroz avinagrado que ya recibe una buena antisepsis (o sea, el pescado no es tan «crudo» como parece), por otra parte se recomienda que el pescado haya estado pocas horas conservado crudo y que en esas pocas horas se haya estabilizado a unos 4 °C poco antes de ser ingerido.
- Los japoneses aconsejan comerlo con palillos o cubiertos de madera, o directamente con la mano; pero se debe evitar el uso de utensilios metálicos como tenedores, cucharas o pinzas, ya que los mismos alterarían el sabor de la comida.
- Para comenzar se vacía una cantidad de salsa de soja en un pocillo pequeño. En occidente es común diluir un poco de wasabi en la soja, pero es una práctica no recomendada ya que oculta el sabor del conjunto.
- Se toma una pieza de sushi y moja si se desea en la salsa de soja levemente, nunca por el lado del arroz, ya que se desharía.
- Se lleva la pieza completa a la boca y se trata de comerla de un bocado siempre que sea posible.
- Cuando no se estén usando los palillos, los mismos se dejan sobre el hashi-oki o sobre el plato.
- No se considera de buena educación dar comida a otro comensal con los propios palillos, ni jugar con ellos, mantenerlos separados, pinchar la comida, o moverlos por el aire. Al servirse de un plato común se debe utilizar la parte anterior de los palillos.
- Entre bocado y bocado se puede comer un trozo de gari con un poco de wasabi para limpiar el paladar de sabores.
- Se trata de dejar el plato completamente limpio de alimento, especialmente de arroz.

## Presentación

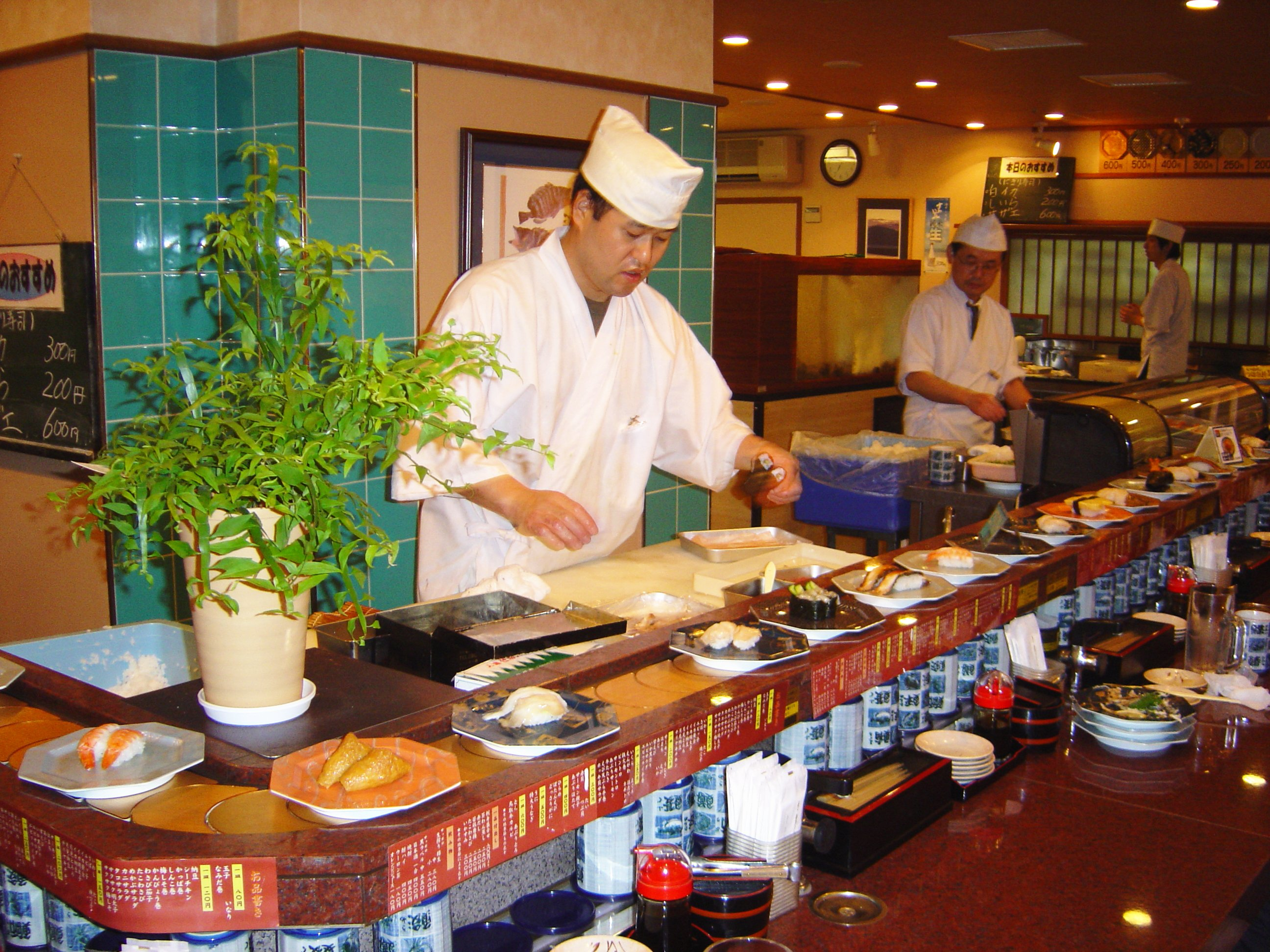
Preparación del sushi en un sushi bar, junto con el kaitenzushi moviendo los platos.

Existen restaurantes especializados en sushi llamados kaiten zushi (回転寿司, tren de sushi o cinta transporadora de sushi). Transportan el sushi a lo largo de una barra y es la forma más corriente de mostrar este plato, tanto en Occidente como en Japón; los clientes van tomando los platos como deseen. Cada plato de la barra está codificado con colores y cada color denota el precio del sushi; al final, cuando se paga, la cuenta se realiza con base en la cantidad total de platos que el cliente haya tomado.
Tradicionalmente, en Japón se prefiere comer en el momento de la preparación. Se sirve el sushi en platos de madera o laca de estilo minimalista japonés; son geométricos con uno o dos tonos de colores, manteniendo la estética de la gastronomía japonesa. Actualmente, muchos restaurantes pequeños de sushi no usan platos, sino que este es ingerido directamente del mostrador de madera, tomándola con una mano.

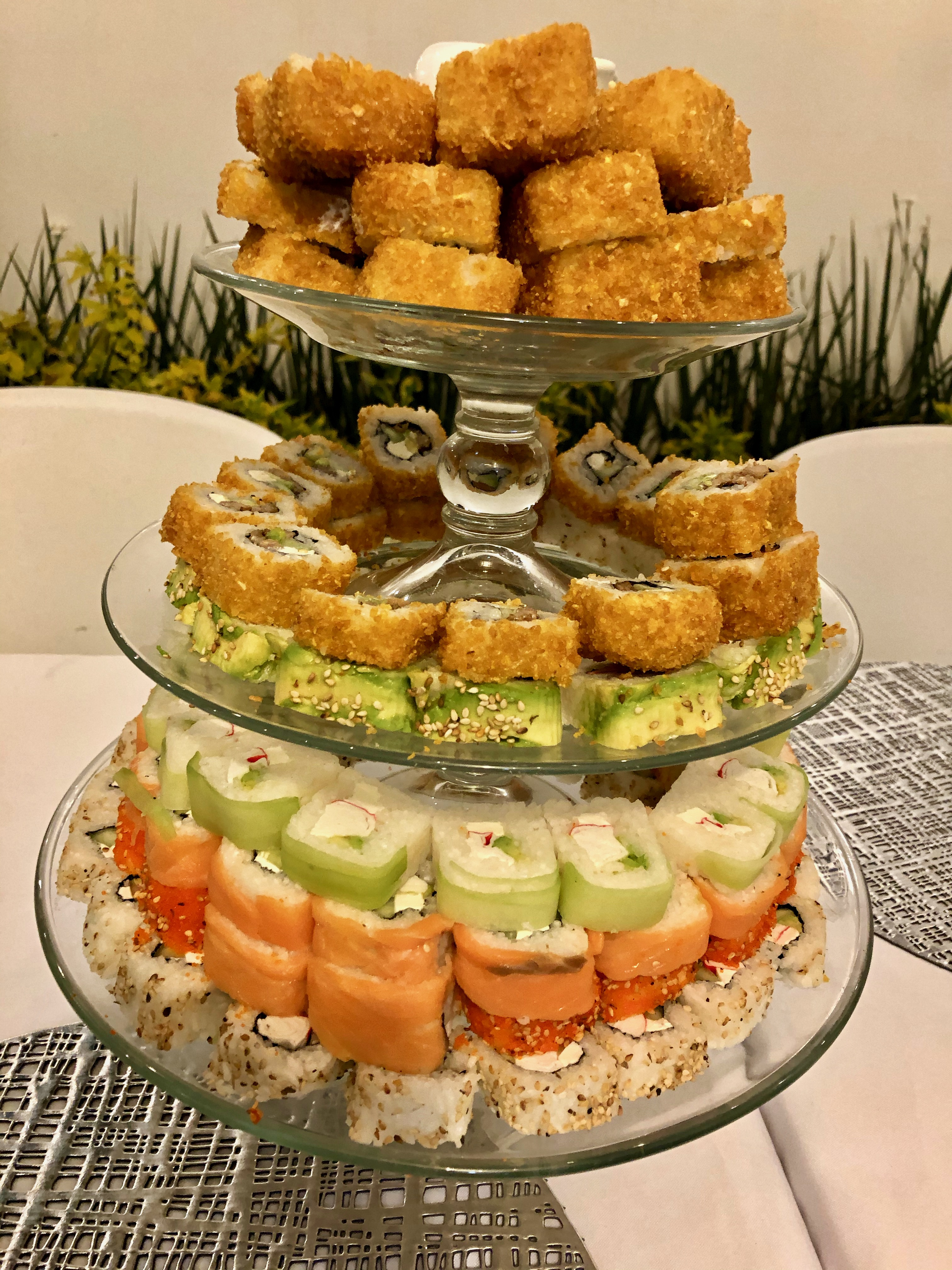
Barra de Sushi de diferentes ingredientes en Aguascalientes, México.

También es apto como comida de pícnic (aunque el pescado debe ser mantenido fresco a no más de 4 °C poco antes de ser consumido) y es frecuente que los restaurantes especializados preparen cajas bentō (shōkadō bentō, 松花堂弁当) para llevar.
Los kits de sushi que se venden en los supermercados y tiendas suelen llevar algas nori, arroz para sushi, vinagre de arroz, salsa de soja, pasta de wasabi, jengibre, esterilla de bambú y palillos.

## Estilos y variedades
El rasgo fundamental del sushi es el arroz de sushi o sushi-meshi, aderezado con vinagre de arroz o su. Según la forma en que se rellene, se distinguen varias clases de sushi:

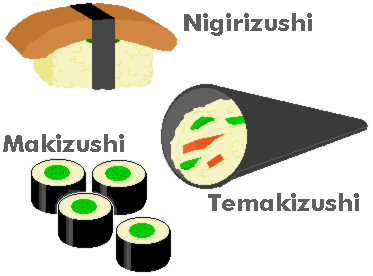
Principales variedades de sushi.

- Makizushi (巻き寿司?): el «sushi en rollos» se monta colocando el arroz sobre una lámina de algas nori secas, y rellenándola con verduras o pescado. Ocasionalmente el nori es reemplazado con una lámina delgada de tortilla francesa (la tortilla siempre suele llevar un poco de azúcar). Utilizando una esterilla de bambú llamada makisu se enrolla el conjunto y se cierra humedeciendo el borde de la lámina de algas para que se pegue. Finalmente, se corta el rollo en porciones de unos dos centímetros de grosor; aproximadamente salen entre seis y ocho piezas. Durante el festival de Setsubun, es tradición comer makizushi sin cortar, en su forma cilíndrica. El makizushi tiene cierta afinidad con el plato coreano gimbap.
  - Futomaki (太巻き?): el «sushi de rollo grueso». Es cilíndrico y largo, con el nori en el exterior. El futomaki común mide de dos a tres centímetros de espesor y de cuatro a cinco centímetros de largo. A veces se confeccionan con dos o tres rellenos, elegidos para complementar y mejorar su sabor y color.
  - Hosomaki (細巻き?): el «sushi de rollo delgado». Es cilíndrico y pequeño, con el nori en el exterior. El hosomaki común mide dos centímetros de espesor y dos centímetros de largo. Se confeccionan generalmente con un solo relleno, debido a su pequeño tamaño.
    - Kappamaki (河童巻?): sushi relleno de pepino, su nombre se deriva del yokai (demonio japonés que habita en ríos y lagos), Kappa.

  - Temaki (手巻き?): el «sushi enrollado a mano» es un cono de gran tamaño formado por una hoja de nori rellena de arroz y otros ingredientes en la parte abierta del cono. Un temaki típico tiene alrededor de diez centímetros de largo y se come con la mano al ser demasiado grande como para emplear los palillos.
  - Uramaki (裏巻き?): el «sushi del revés». Es un sushi de mediano tamaño y cilíndrico, con dos o más rellenos. El uramaki difiere de los otros sushi en que el arroz está en el exterior y el nori se encuentra adentro. El relleno está en el centro rodeado por una capa de nori, luego una capa de arroz, y aparte otros ingredientes como huevas o semillas tostadas de sésamo.
- Oshizushi (押し寿司?): el «sushi prensado» es un bloque de arroz, prensado en un molde de madera, llamado oshibako; se recubre el fondo del oshibako con el relleno, se coloca encima el arroz y se presiona la tapa del molde para crear un bloque compacto y rectilíneo, que después se corta en rodajas.
- Nigirizushi (握り寿司?): es posiblemente la forma más común de sushi en Japón. El «sushi amasado» es similar al oshi, pero se moldea a mano en forma de varilla oblonga; encima de un bloque de arroz se coloca pescado, marisco u otro ingrediente plano, normalmente sazonado con algo de wasabi, y a veces se añade una fina tira de alga para mantener el pescado en su sitio. Es llamado a veces Edomaezushi porque se originó en Edo (actual Tokio) en el siglo XVIII. Se sirven por lo general dos piezas en una orden.
  - Gunkanzushi (軍艦寿司?): llamado también como «sushi acorazado», es un sushi ovalado y amasado (similar al nigirizushi); es enrollado con una tira de nori, para formar un cuenco que se rellena con algún ingrediente, por ejemplo huevas.
- Inarizushi (稲荷寿司?): conocido como «sushi relleno», es una especie de saco pequeño relleno con arroz de sushi y otros ingredientes (su nombre se deriva de la diosa sintoísta Inari, que tenía un cariño especial a los productos hechos de arroz). El saco está hecho de tōfu frito o aburaage (油揚げ?), de una tortilla muy delgada fukusazushi (帛紗寿司?) o de hojas de col kanpyō (干瓢?).
- Chirashizushi (散らし寿司?): conocido también como «sushi esparcido», es un cuenco de arroz sazonado con otros ingredientes. También se lo llama barazushi (ばら寿司?).
  - Edomae chirashizushi: sushi esparcido estilo Edo. Los ingredientes no se cocinan y se decoran de una manera ingeniosa sobre la bola de arroz.
  - Gomokuzushi (五目寿司?): sushi estilo Kansai. Los ingredientes pueden ser cocinados o no cocinados, y son puestos dentro de la bola de arroz.
- Narezushi (なれ鮨?): el «sushi fermentado» es la forma de preparación más antigua y más infrecuente; las piezas de pescado enteras y limpias se salan y secan en barriles y se prensan con una pesa tsukemonoishi (piedra de adobo). Se salan entre diez días y un mes. Una vez curadas, se remojan en agua entre 15 minutos y una hora. Se colocan en un recipiente de madera. Su rasgo característico es que se elabora sin arroz, haciendo uso estrictamente de pescado y verdura. La mezcla se deja fermentar en condiciones controladas durante varios meses, prensándola constantemente con un otoshibuta y una piedra de adobo para extraer el agua. Seis meses después, puede ser consumido, y se puede conservar seis meses o más sin necesidad de ponerlo en la nevera. Para su consumo el pescado se corta en láminas delgadas. El narezushi se inventó para permitir la conservación del pescado sin emplear demasiada sal, en las zonas de clima mediterráneo de Japón; hoy es una rareza.

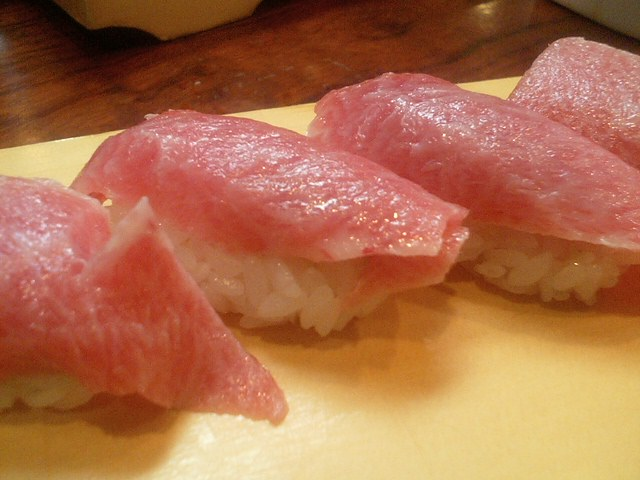
Nigirizushi.
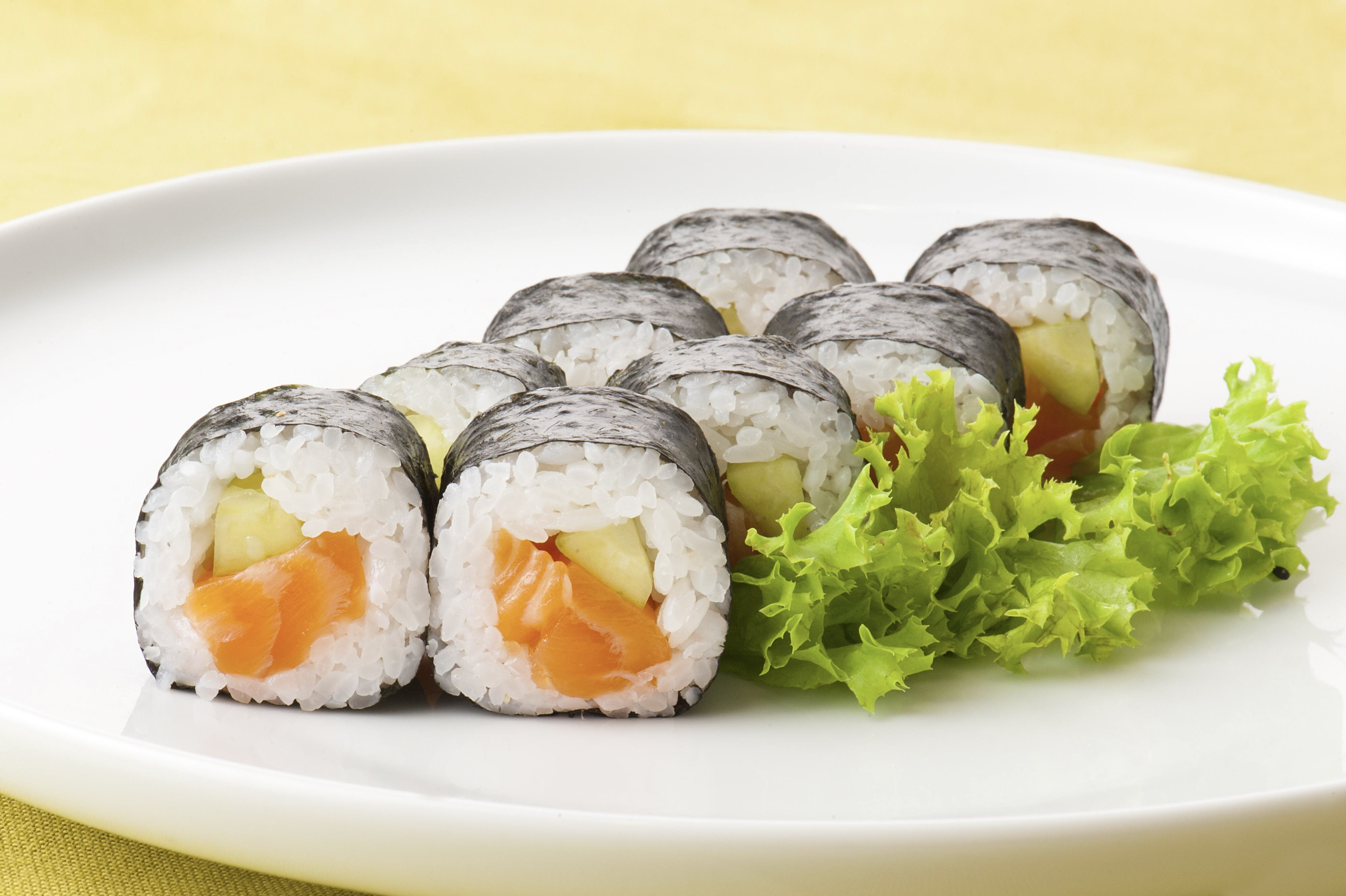
Makizushi.
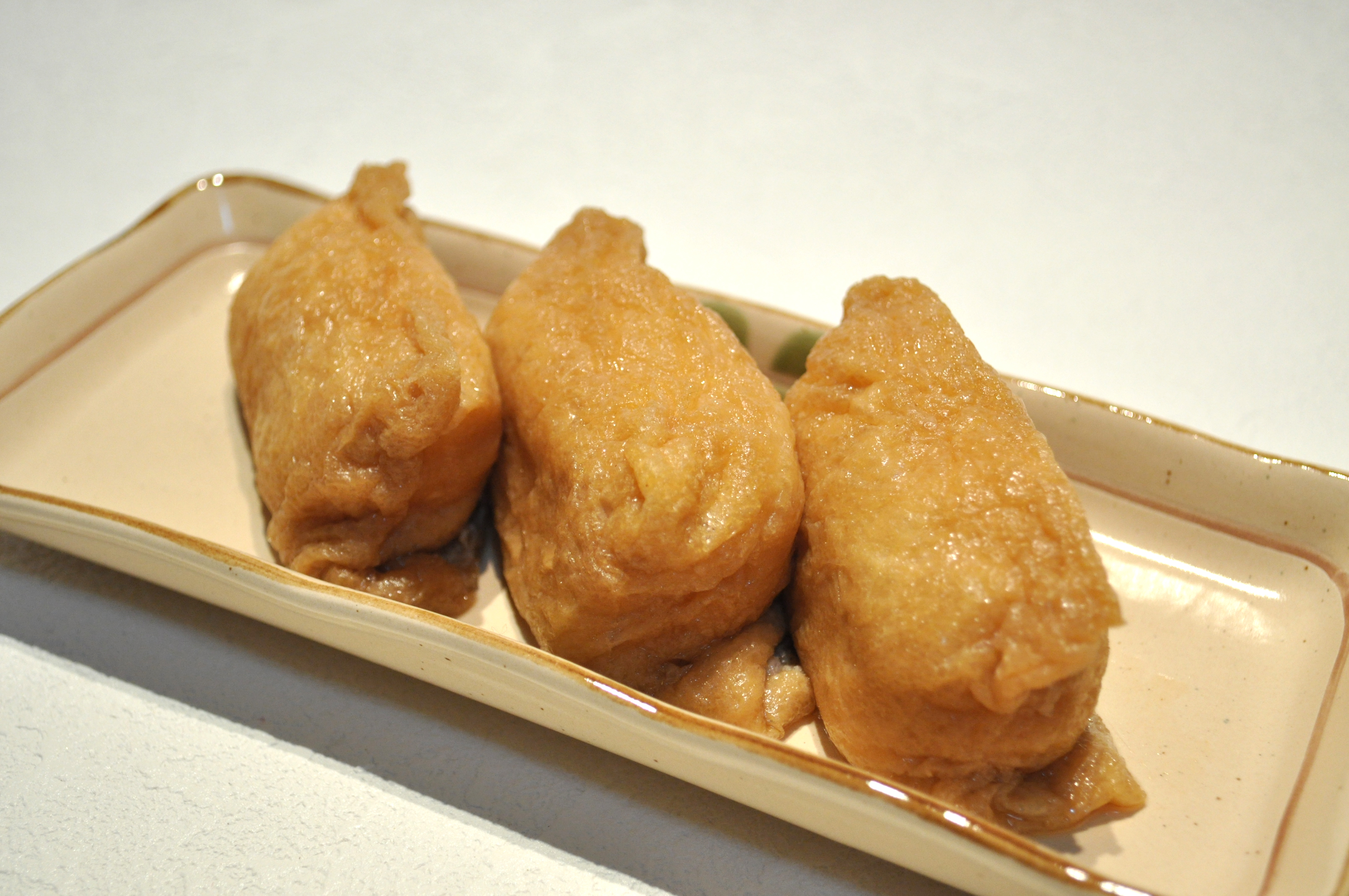
Inarizushi.
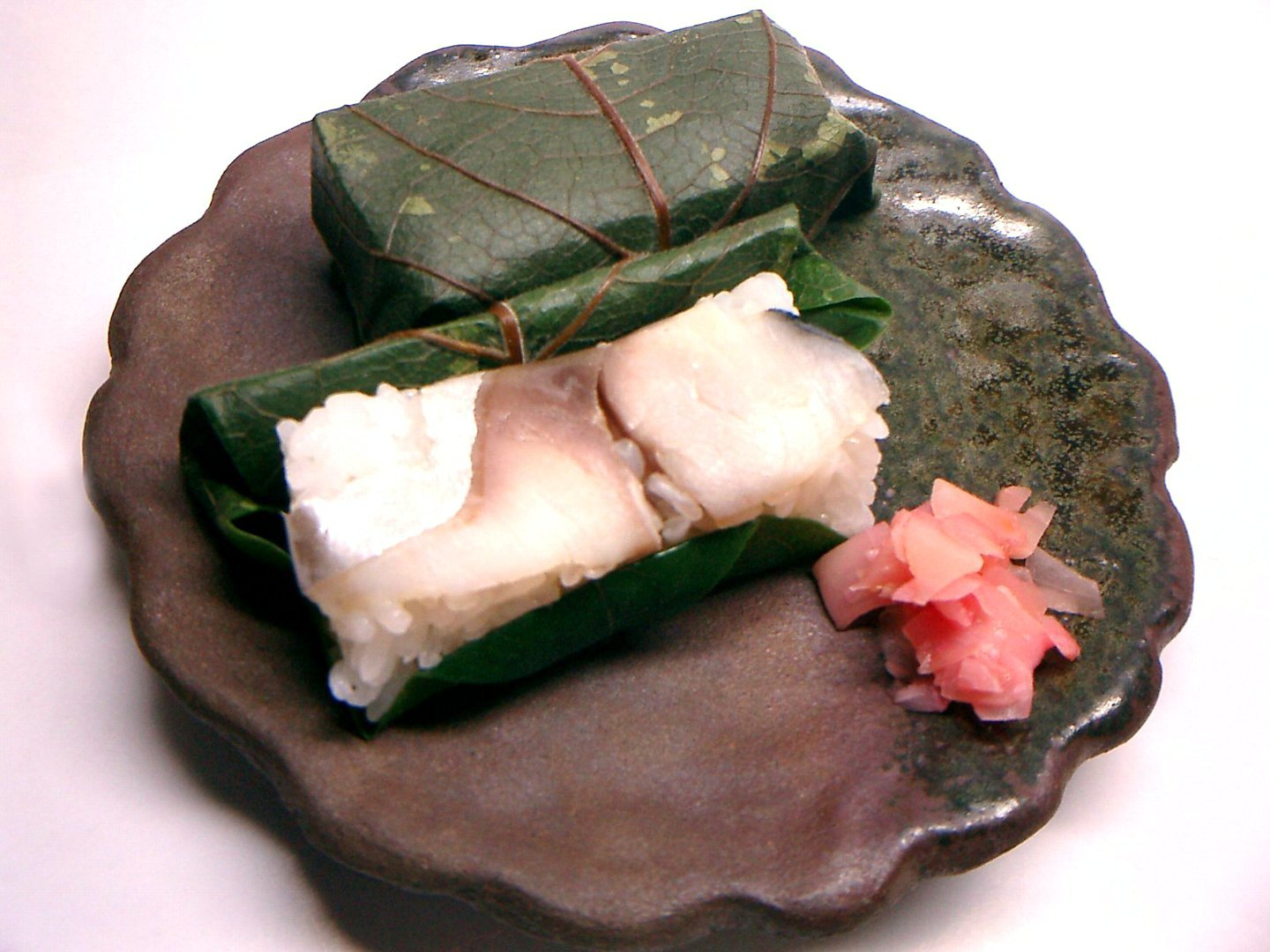
Kakinohazushi.
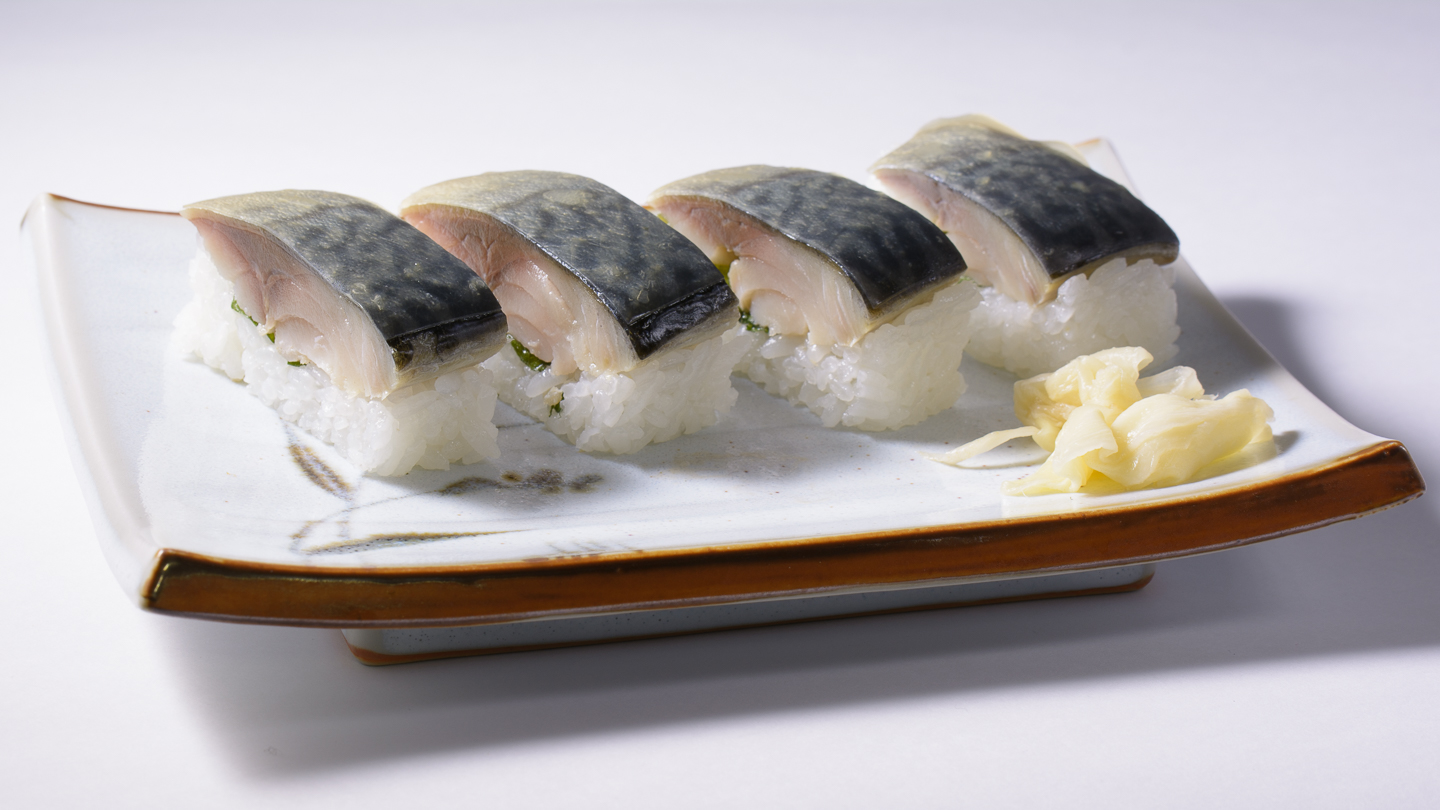
Oshizushi.

## Ingredientes
La parte fundamental del sushi es el arroz especialmente preparado, aderezado con otros ingredientes esenciales.

### Arroz
El sushi se hace con un arroz blanco y dulce, de grano corto, llamado arroz japonés; se adereza con vinagre de arroz, azúcar, sal, alga konbu (昆布) y vino de arroz nihonshū o mirin (日本酒) que en Occidente se conoce como sake, aunque en Japón sake se refiere a cualquier bebida alcohólica. Tras haber hervido el arroz se tiene que dejar que alcance la temperatura ambiente antes de poder usarlo. El arroz de sushi (sushi-meshi) es por lo general de la variedad Japonica, con una consistencia que difiere de las clases que se comen habitualmente fuera de Japón. La cualidad más importante es su textura cremosa y glutinosa; si se lava en exceso para eliminar el almidón superficial que proporciona la textura resultará seco al comerlo. El arroz recién cosechado (shinmai) generalmente tiene demasiada agua y requiere un tiempo de drenaje extra después de lavarlo.
Hay variaciones regionales en el arroz de sushi, y por ende los chefs especializados tienen sus métodos de preparación. La mayoría de las variaciones se dan en el aderezo de vinagre de arroz: la versión del aderezo de Tokio usa más sal; en Osaka, el aderezo tiene más azúcar. La preparación del arroz es el punto más importante en la elaboración del sushi, y buena parte de la formación de un chef se orienta a poder encontrar el punto exacto.
El arroz se deja refrescar a temperatura ambiente antes de montar el sushi; generalmente se usa inmediatamente después de cocido, una vez se ha enfriado. Ollas especiales de origen japonés permiten conservarlo, pero la textura se degrada rápidamente.

### Alga Nori

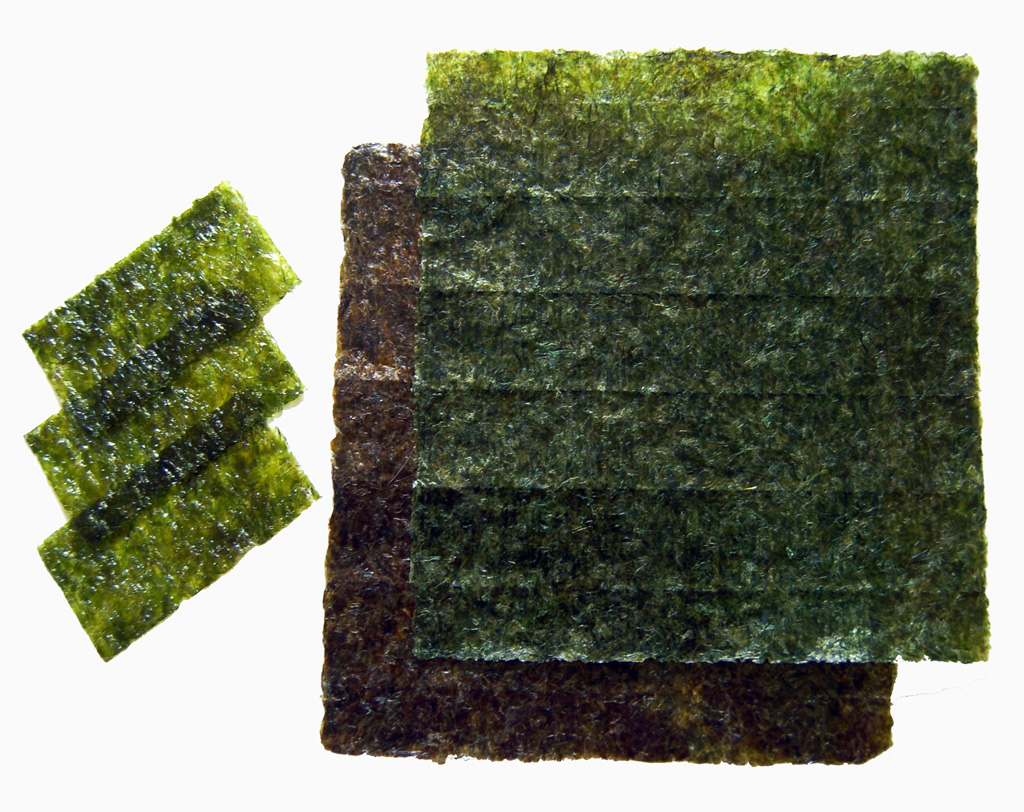
Nori.

Las envolturas vegetales usadas en el makizushi y en el temaki se llaman nori (海苔). Es un alga comestible tradicionalmente cultivada en Japón. Originalmente, el nori se obtenía de los muelles de los puertos, secando las algas en láminas bajo el sol, en un proceso similar al del papel. El nori se tuesta antes de ser usado para comer.
Hoy, el producto comercial se cultiva, procesa, tuesta y empaqueta industrialmente. El producto suele resultar en láminas de tamaño estándar de 18 × 21 cm. El nori de buena calidad es grueso, liso, brillante y no tiene huecos en las láminas.
Las hojas de nori gozan de un gran valor nutritivo. Contienen proteínas, minerales, especialmente yodo, y son ricas en vitaminas A, B1, B2, B6, niacina y vitamina C. 
Cuanto más oscura sea el alga de nori tanto mejor será su calidad.

### Huevo
Para el fukusazushi, una tortilla delgada ligeramente dulce (denominada «tortilla japonesa») reemplaza a las láminas de alga; la tortilla se hace tradicionalmente en una sartén rectangular japonesa llamada makiyakinabe (巻き焼き鍋?).

### Relleno

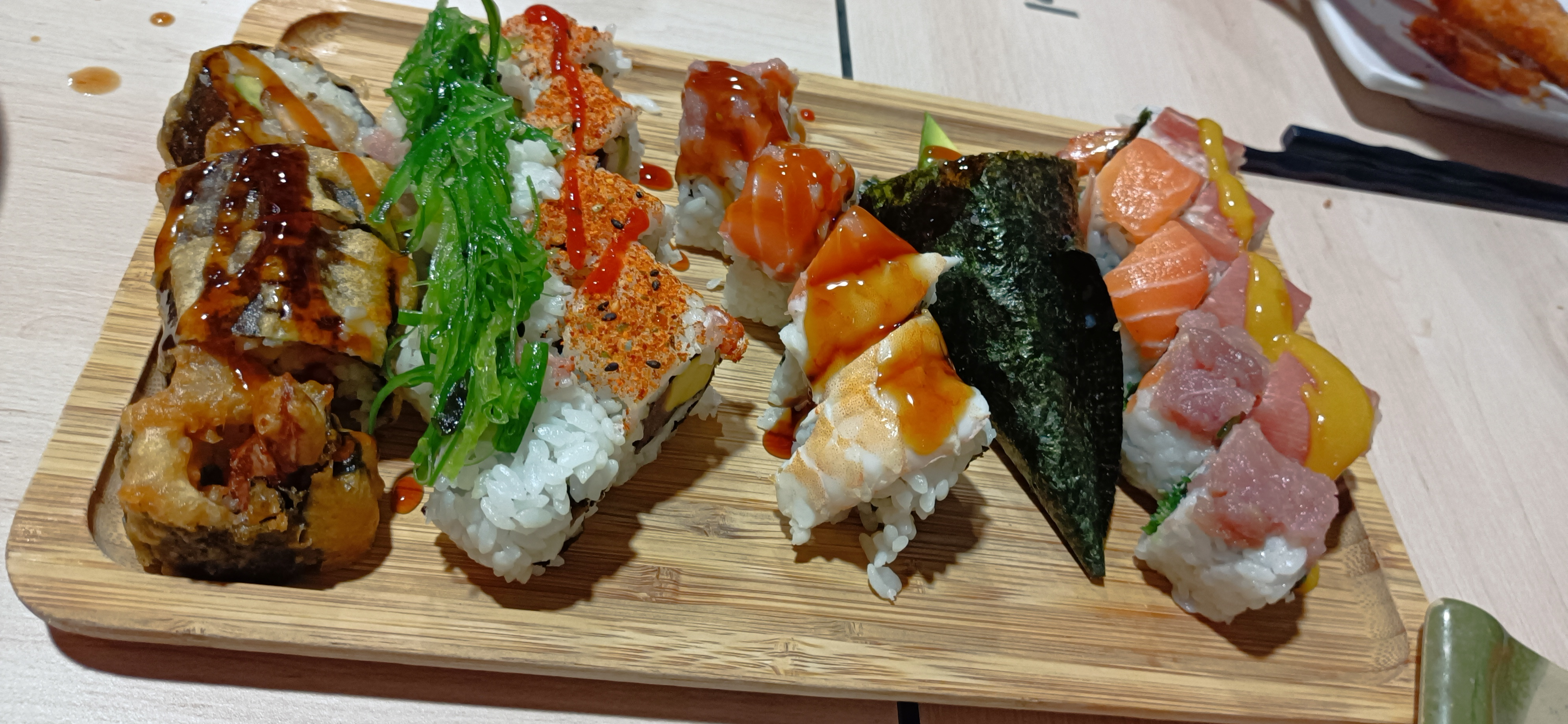
Bandeja con distintos tipos de sushi.

- Pescado: Por razones sanitarias y estéticas, el pescado que se consume debe ser fresco y de buena calidad. Un chef profesional de sushi ha aprendido a reconocer el pescado en buenas condiciones; debe oler a limpio, tener un color vivo y estar libre de parásitos.  El pescado de mar se emplea previamete congelado en sushi. Los pescados más utilizados son el atún rojo (maguro),[9] besugo, el salmón (sake)[8] el bonito, el pargo, el jurel o pez limón (hamachi) y la caballa (saba). La anguila (unagi) se emplea también, aunque sólo cocida. El ingrediente más apreciado en el sushi es el toro, un corte del vientre del atún, finamente veteado de grasa. Las huevas de salmón (ikura) y de atún (mazago) se consideran también un plato muy delicado.
- Kanikama: También conocido como palitos de cangrejo, es un sucedáneo de carne de cangrejo elaborado a partir de carne de pescado blanco picada y curada. Se utiliza para diversas preparaciones de Kariforuniarooru.
- Marisco: Se utilizan el calamar/sepia (ika), el pulpo (tako), el langostino/gamba (ebi), el erizo de mar (uni),[9] el abalone (awabi) y varias clases de almejas (akagai). Las ostras no se emplean para sushi, debido a que su sabor no combina bien con el del arroz.
- Vegetales: Se emplea el rábano japonés o daikon picado, la soya fermentada (nattō), el aguacate o palta, el pepino, el tōfu y las ciruelas encurtidas (umeboshi).
- Carne roja: Se emplea ocasionalmente la carne de ternera muy tierna o el jamón de cerdo sin curar. La carne se macera antes de utilizarla casi siempre.
- Huevos: El huevo de gallina se utiliza en el tamagoyaki para envolver el fukusazushi o como ingrediente en los nigiri; los huevos de codorniz se emplean a veces crudos.
- Huevas y otros: El consejo más importante a tener en cuenta es que las huevas nunca deben estar demasiado maduras, ni inmaduras, tienen que ser de buen tamaño, color, sabor, olor y textura. Hay varios tipos de huevas importantes y muy presentes en la gastronomía japonesa, entre las más conocidas podemos encontrar las siguientes:
  - Tarako: son huevas saladas de bacalao y se caracteriza por su gusto dulce, inodoro y natural, las cuales se pueden degustar crudas o cocidas. Son muy pequeñas y de color rojizo.
  - Kazunoko: son huevas de arenque, es un componente muy importante en la gastronomía tradicional de Japón, es muy típica en las cenas de año nuevo, posee un gran sabor y valor nutritivo, es de color amarillento y de pequeño tamaño.
  - Shirako: es la lecha o esperma del abadejo o bacalao, su valor en el mercado es muy alto, por tanto los restaurantes exclusivos hacen alarde al poseerlos en sus cartas, es de color blanco.
  - Ikura y Sujiko: son huevas de salmón, la diferencia radica en que al ikura se le quita cuidadosamente toda la membrana y fibra de los ovarios, mientras que al sujiko mantiene la membrana ovárica unida, son de color naranja y de gran tamaño.
  - Masago: hay bastantes dudas referentes a estas huevas en particular, debido a que el tamaño y el color de las mismas son muy poco peculiares (naranjas y pequeñas), en realidad son huevas de capelán, pero hay quienes le llaman huevas de pez volador o de cangrejo, existen variantes como las que llevan incluido un toque de wasabi y son de color verde, entre otros.

### Condimentos
- Sushi-zu: El vinagre de arroz, al que se le añade sal, azúcar y a veces mirin (味醂) es el principal aderezo del sushi; su propio nombre deriva del término sui, ácido.
- Shōyu (しょうゆ, 醤油 o 正油?): Salsa de soja japonesa. Siempre está presente por si el comensal quiere mojar las piezas de sushi en ella. En occidente se cree erróneamente que siempre hay que hacerlo, incluso habiendo diluido antes un poco de wasabi en la salsa. Hacer eso oculta el sabor del sushi y está desaconsejado. Si se quiere un sushi más picante la mejor opción es pedir al itamae que nos lo prepare así, o en su defecto, añadir nosotros el wasabi a la pieza.
- Gari (ガリ?): El jengibre dulce encurtido y cortado en láminas junto con un poco de wasabi se usa entre bocados de sushi para limpiar el sabor de la boca. El rizoma de jengibre se encurte y se sirve junto al sushi para neutralizar el pH de la saliva o limpiar el paladar. Al igual que el vinagre de arroz, el jengibre es un antiséptico natural. Facilita la digestión protegiendo el sistema inmunitario y ayudando al cuerpo a salvaguardarse de la gripe y los resfriados.
- Shiso (紫蘇?): La perilla verde o shiso es una hierba aromática que se usa igual que el gari.
- Wasabi (山葵 o 和佐比?): El wasabi (rábano) verde picante, se utiliza para realzar el sabor del sushi. Es rico en vitamina C, estimula la producción de saliva y facilita la digestión. Tiene poderosas propiedades anti bacterianas y es un antiséptico suave.
- Mirin (味醂?): Vino de arroz sin alcohol que sirve para eliminar el sabor a pescado.

## Utensilios para preparar

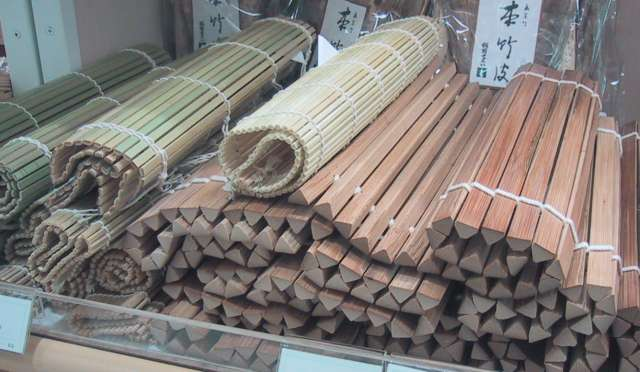
Makisu.

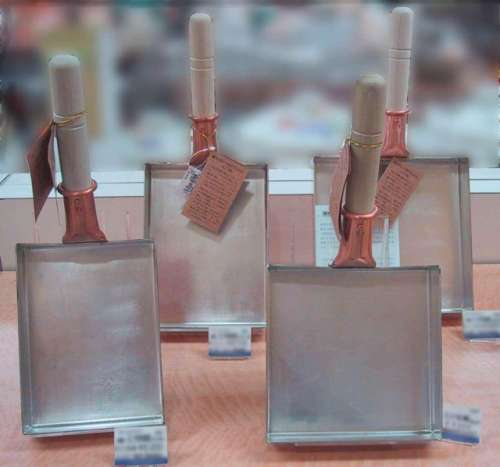
Makiyakinabe.

Para preparar el sushi, independiente del estilo, se necesitan varios utensilios de cocina japoneses:
Fukin (布巾)Trapo de cocina.
Hangiri (半切)Barril de madera de ciprés para enfriar el arroz.
Hocho (包丁)Cuchillo de cocina especial para cortar sushi y filetear pescado.
Makisu (巻き簀)Estera de bambú enrollable.
Ryoribashi (料理箸)Palillos de cocina.
Shamoji (しゃもじ)Paleta de madera para arroz.
Makiyakinabe (巻き焼き鍋 o まきやきなべ) o tamagoyakiki (玉子焼き器 o たまごやきき)Sartén de tamagoyaki rectangular o cuadrada (depende del estilo).
SaibashiPalillos de madera para cocinar.

## Lista de sushi por tipo

### Nigirizushi
- aji (鯵): jurel/chicharro
- akagai (赤貝)
- ama-ebi (甘海老): camarón rosado fresco o Pandalus borealis
- aka-yagara: pez corneta
- anago (穴子): anguila del género Conger
- aoyagi (青柳): almeja redonda
- awabi (鮑): abulón
- ayu (鮎): pez ayu o Plecoglossus altivelis
- buri (鰤): cola amarilla adulto
- chūtoro (中トロ): entrañas de atún jaspeado
- ebi (海老): camarón hervido
- hamachi (ハマチ): cola amarilla joven
- hamaguri (蛤): almeja
- hamo (鱧): anguila de mar
- hatahata (鰰): pez del género Gonorynchus
- hikari-mono: varias clases de peces «brillantes» como la caballa
- himo
- hiramasa (平政)
- hirame (鮃): platija
- hokkigai: almeja de oleaje
- hoshigarei: halibut manchado
- hotategai (帆立貝): vieira
- ibodai
- ika: calamar
- inada: cola amarilla muy joven
- isaki:
- ise ebi (伊勢鰕): langosta
- ishigarei: platija de piedra
- kaibashira: ojos de vieira o músculos valvulares de mariscos
- kaiware: brotes de rábano daikon
- kajiki (梶木): pez espada
- kani (蟹): cangrejo, también se refiere al surimi
- kanpachi: cola amarilla muy joven
- karei (鰈): peces planos
- kasugo
- katsuo: Katsuwonus pelamis
- kawahagi (皮剥)
- kibinago: sardineta azul
- kisu (鱚)
- kochi (鯒)
- kohada (小鰭)
- kurodai (黒鯛)
- kuruma-ebi (車蝦): gamba
- maguro (鮪): atún
- makajiki: pez aguja azul
- mamakari: sardineta
- masu (鱒): trucha
- meji (maguro): atún joven
- mekajiki: pez espada
- mirugai: almeja de oleaje
- mutsu
- negi-toro: ventresca de atún y cebollino picado
- ni-ika: calamar cocido a fuego lento en un caldo con sabor a soja
- nori-tama: huevo azucarado y enrollado en alga seca
- ohyō
- okoze: Synanceia verrucosa
- otoro: parte grasosa de las entrañas del atún
- saba (鯖): caballa
- sake (鮭): salmón
- sanmazushi: Cololabis saira
- sawara (鰆): caballa española
- sayori (細魚): peces de la familia Hemiramphidae
- seigo: róbalo joven
- shako: camarón de la orden Stomatopoda
- shibaebi: gamba gris
- shima-aji: otra variedad de aji
- shime-saba (締鯖): caballa (marinada)
- shira-uo (白魚)
- shiro maguro (白鮪): «atún blanco» o Thunnus alalunga
- shiromi (白身): pescado de «carne blanca» de la temporada
- suzuki (鱸): róbalo
- sumagatsuobacoreta
- tai (鯛)
- tairagai
- tako (章魚): pulpo
- tamago (卵): crema endulzada de huevo enrollada en alga seca
- torigai: moluscos de la familia Cardiidae
- toro: ventresca de atún
- tsubugai: marisco japonés tsubugai
- unagi (鰻): anguila endulzada y asada a la parrilla

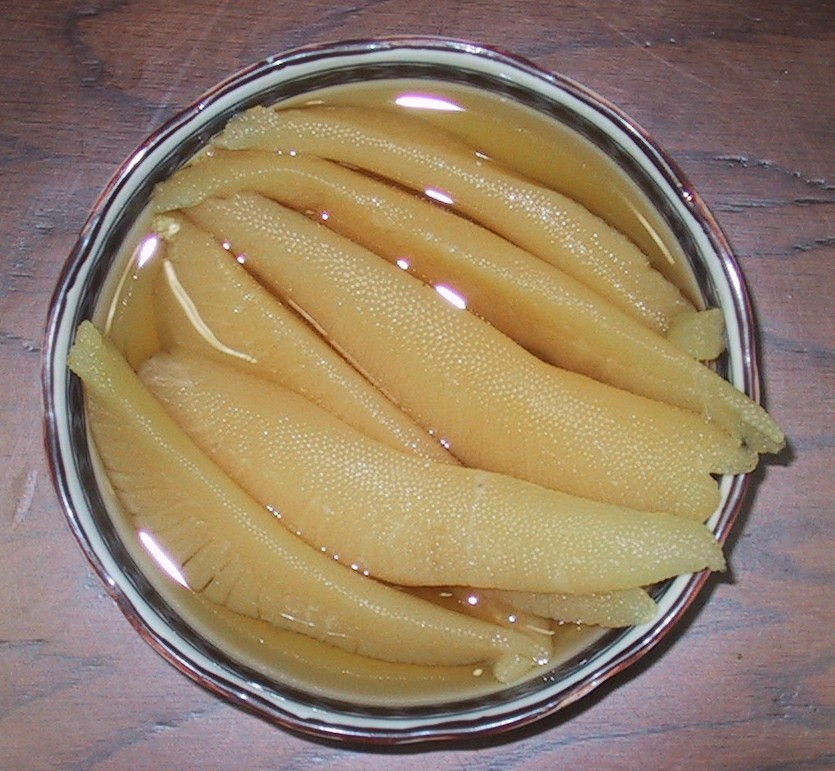
Kazunoko.

### Gunkanzushi
- ikura (いくら): hueva de salmón.
- kazunoko (数の子 o 鯑): hueva de arenque.
- mentaiko (明太子): hueva de abadejo de Alaska.
- tarako (たらこ): hueva de abadejo de Alaska salado.
- tobiko (飛び子): hueva de pez volador.
- uni (うに o 雲丹): hueva de erizo de mar.

### Makizushi
- Aguacate
- California roll (カリフォルニア巻き, Kariforuniamaki): cangrejo, aguacate y pepino (este tipo es raro en Japón).
- Zanahoria finamente cortada.
- kappamaki (河童巻): pepino, su nombre en japonés se deriva del espíritu (oni) de agua que amaba los pepinos.
- nattō (納豆): semilla de soja fermentada.
- oshinko (お新香): daikon picado u otro vegetal picado.
- tamago (卵): tortilla de huevo endulzada.
- tekkamaki: atún maguro.
- ume (梅): pasta de ciruela.
- wasabi (山葵): pasta de wasabi.

Los makizushi vegetarianos como el de aguacate, zanahoria, oshinko y kappamaki son a veces servidos con arroz integral, como un arroz de sushi alternativo.

### En inglés
- SHIMBO, Hiroko. (2000) The Japanese Kitchen, The Harvard Commons Press. ISBN 1-55832-176-4
- KAWASUMI, Ken (2001). The Encyclopedia of Sushi Rolls. Graph-Sha. ISBN 4-88996-076-7.